# カローカン駅
カローカン駅はフィリピン国鉄北方本線の駅。現在はガバナー・パスカル-FTI間のシャトル運用に利用されている。現在は再建されたものとなっており、サムソン通りの南側の北ルソン高速道路の下に位置している。

## 歴史
元のカローカン駅は現在のカローカン車庫に隣接する場所に位置しており、元の駅舎は歴史的な物であったが、北ルソン高速鉄道のNLEX 10.1 segmentの建設のために一部解体され、路線は一時本線から切り離された。この部分的解体は鉄道愛好家や歴史家からの苦情の的となった。元の駅はNLEX 10.1区間の請負業者となったレイトンビルダーズが所有するサムソン通りと10thアベニュー駅の間の建築用資材保存施設のそばにある。
この駅はもともとマニラと北ルソンを結ぶ鉄道路線の駅の一つだったが、メイカウアヤン駅の運用停止になった後の1997年に運用停止になった。しかしフィリピン国鉄南方線と北方線をマニラからパンパンガ州まで一部旧鉄道用地を利用して復旧する計画のために新しい路線に置換されることになっていた。計画は2007年に開始されたが2011年には中断し、キャンセルの結果として請負企業との再交渉や訴訟が多く行われた。
2017年になると廃線に位置したカローカンとそのほか16駅がトゥトゥバンからクラークを結ぶ新しく活性化された高架式北方線の計画の一部として再建され、鉄道駅として再び復活することとなった。併せて2018年8月1日、PNRはカローカン駅をカローカン-デラ・ロサ間の地上鉄道の一部として再開した。しかしながら、NLEX10.1区間の建設のための建設のための中継資材置き場がとても近かったためこの駅からの乗客の乗り降りは不能だった。再活動のためには場所を開けるためのDPWHなどとの交渉が必要であり1か月程度の時間が必要であった。デラ・ロサ駅どまりだったシャトル運用がFTI駅にまで延長されると、長年の休止を経てPNRは9月10日に旅客のための駅利用を再開した。
駅以北の軌道は解体され、旧北方線計画の標準軌軌道に取り替えられていた。この標準軌軌道もNLEX10.1区間の高架橋を建設するために撤去された。2017年北方線の優先通行権が更新され、クラークにつながる高架鉄道に並行して地上鉄道が再建された。PNRはその後マラボン市、ガバナー・パスカル通りにあったガバナー・パスカル駅(旧アカシア鉄道駅)跡に駅を再建して着実に地上鉄道とサービスを復旧した。
サムソン通りの踏切は2018年11月23日に修復完了しこれによりマラボン市への列車の走行が可能になった。2018年12月3日にガバナー・パスカル駅への運行が20年ぶりに再開された。

## 近隣施設
近隣施設にはSMセンターサンガンダン、サンガンダン警察署、カローカン郵便局、カローカン市中央消防署などがあり、学校としてイースト大学カローカン、STI大学カローカンがある。

## 交通アクセス
駅のすぐ近くにあるサムスン通りはC-4の一部であり、SMセンターサンガンダンから、Bonifacio Monumentまで続いている。

## 駅配置
| 1F ホーム | 片側ホーム                               | 片側ホーム       |
| 1F ホーム | 首都通勤線 FTIあるいはトゥトゥバン行 (←) |                  |
| 1F ホーム | 首都通勤線 ガバナー・パスカル行 (→)      |                  |
| 1F ホーム |                                          |                  |
| 1F        | 地上階 コンコース                        | 切符売場、駅事務 |

## 註釈
1. ↑  Northrail construction now 'on track', bayan-natin.blogspot.com, original article at The Manila Bulletin, retrieved October 20, 2011.
2. ↑  Philippine National Railways, retrieved October 20, 2011.
3. ↑  CAPEX Program (October 10, 2011), docs.google.com, retrieved October 20, 2011
4. ↑  Chinese foreign aid goes offtrack in the Philippines Archived April 25, 2012, at the Wayback Machine., Roel Landingin for PCIJ (Philippine Center for Investigative Journalism), retrieved October 20, 2011
5. ↑  “20 YEARS AFTER: DOTr sees 10,000 passengers taking PNR’s reopened Caloocan-Dela Rosa line” (英語). GMA News Online 2018年8月1日閲覧。
6. ↑  News, ABS-CBN. “After 20 years, PNR's Caloocan to Makati line to reopen” (英語). ABS-CBN News 2018年8月1日閲覧。
7. ↑  https://www.facebook.com/pnrofficialpage/photos/a.247872075258165/2080678781977476/
8. ↑  Pateña, Aerol John. “PNR launches Sangandaan-FTI rail line” (英語). Philippine News Agency 2018年9月24日閲覧。
9. ↑  https://www.facebook.com/pnrofficialpage/posts/2119205864791434
10. ↑  https://www.facebook.com/DOTrPH/posts/1246646098807857
11. ↑  https://www.facebook.com/DOTrPH/photos/a.132771066862038/1252750888197378

座標: 北緯14度39分23.9秒 東経120度58分26.5秒 / 北緯14.656639度 東経120.974028度